# Saint-Médard-la-Rochette
Saint-Médard-la-Rochette település Franciaországban, Creuse megyében. Lakosainak száma 553 fő (2022. január 1.). Saint-Médard-la-Rochette Alleyrat, Ars, Blessac, Issoudun-Létrieix, Puy-Malsignat, Saint-Maixant és Saint-Martial-le-Mont községekkel határos.

## Népesség
A település népessége az elmúlt években az alábbi módon változott:
| Lakosok száma | 606  | 691  | 626  | 577  | 580  | 589  | 583  | 566  | 559  | 553  |
|               | 1968 | 1982 | 1990 | 2006 | 2013 | 2015 | 2017 | 2019 | 2020 | 2022 |